# Idriss al-Housaoui
Idriss Abdelaziz al-Housaoui (* 5. Januar 1984) ist ein ehemaliger saudischer Hürdenläufer, der sich auf die 400-Meter-Distanz spezialisiert hat.

## Sportliche Laufbahn
Erste internationale Erfahrungen sammelte Idriss al-Housaoui vermutlich im Jahr 2001, als er bei den Jugendweltmeisterschaften in Debrecen mit 54,01 s im Halbfinale über 400 m Hürden ausschied. Im Jahr darauf belegte er bei den Westasienspielen in Kuwait in 52,16 s den sechsten Platz und anschließend schied er bei den Juniorenweltmeisterschaften in Kingston mit 52,91 s im Halbfinale aus. 2007 siegte er in 51,23 s bei den Arabischen Meisterschaften in Amman und gelangte anschließend bei den Asienmeisterschaften ebendort mit 51,22 s auf Rang sechs. Im Oktober siegte er in 50,25 s bei den Militärweltspielen in Hyderabad und gewann dann bei den Panarabischen Spielen in Kairo in 51,15 s die Silbermedaille hinter dem Algerier Abderahmane Hamadi. 2009 gewann er bei den Arabischen Meisterschaften in Damaskus in 49,56 s die Silbermedaille hinter seinem Landsmann Bandar Sharahili und siegte in 3:06,90 min mit der saudi-arabischen 4-mal-400-Meter-Staffel. Anschließend gelangte er bei den Asienmeisterschaften in Guangzhou bis ins Finale, verzichtete dort aber auf sein Antreten. 2013 wurde er wegen eines Dopingvergehens gesperrt und beendete dann 2015 seine aktive sportliche Laufbahn im Alter von 31 Jahren.
2006 wurde al-Housaoui saudi-arabischer Meister im 110- und 400-Meter-Hürdenlauf.

## Persönliche Bestzeiten
- 110 m Hürden: 14,43 s, 18. März 2006 in Dschidda
- 400 m Hürden: 49,56 s, 9. Oktober 2009 in Damaskus